# Oeonistis delia
Oeonistis delia är en fjärilsart som beskrevs av Fabricius 1787. Oeonistis delia ingår i släktet Oeonistis och familjen björnspinnare. Inga underarter finns listade i Catalogue of Life.